# Медленно меняющееся измерение
Медленно меняющиеся измерения (от англ. Slowly Changing Dimensions, SCD) — механизм отслеживания изменений в данных измерения в терминах хранилища данных. Применяется в случае, если данные меняются не очень часто и не по расписанию. Примером могут служить географические данные (местонахождение склада, юридический адрес организации), статус заказчика по программе лояльности или отдел компании, в котором работает её сотрудник.
Выделяют несколько типов SCD.

## Тип 0
Нулевой тип (SCD0) является пассивным методом, так как предполагается, что значения атрибутов такого типа не будут меняться. Примерами могут служить дата создания записи, дата и место рождения, серийный номер устройства.
Пример:
| Серия и номер паспорта | ФИО                    | Место рождения |
| ---------------------- | ---------------------- | -------------- |
| 1800 223111            | Иванов Сергей Петрович | г. Кызыл       |

## Тип 1
Первый тип (SCD1) использует простое затирание: данные в таблице полностью заменяются на новые (самые актуальные). Историчность при этом полностью теряется, то есть после обновления невозможно отследить цепочку изменений.
Пример:
Суррогатный ключ (ID записи) остаётся прежним. Значения полей «Должность» и «Отдел» заменяются на новые. Бизнес-ключ (Табельный номер) в данном примере не меняется, но может быть изменён при необходимости по аналогии с другими полями.
| ID записи | Табельный номер | ФИО                    | Должность          | Отдел                 |
| --------- | --------------- | ---------------------- | ------------------ | --------------------- |
| 1026      | ИБ-69420        | Иванов Сергей Петрович | Младший специалист | Отдел оптовых закупок |

| ID записи | Табельный номер | ФИО                    | Должность          | Отдел        |
| --------- | --------------- | ---------------------- | ------------------ | ------------ |
| 1026      | ИБ-69420        | Иванов Сергей Петрович | Главный специалист | Отдел продаж |

## Тип 2
Второй тип (SCD2) использует добавление новой строки и дополнительных столбцов. Такой подход позволяет сохранить историчность.
Дополнительно можно добавить служебные столбцы, которые могут отвечать за версионирование, статус, временной интервал, в течение которого данные строки можно считать актуальными.
Пример: Суррогатный ключ (ID записи) создаётся новый. Бизнес-ключ (Табельный номер) не меняется, что позволяет связать добавленную строку с оригинальной.
| ID записи | Табельный номер | ФИО                    | Должность          | Отдел                 |
| --------- | --------------- | ---------------------- | ------------------ | --------------------- |
| 1026      | ИБ-69420        | Иванов Сергей Петрович | Младший специалист | Отдел оптовых закупок |

Добавилась только строка
В добавленной строке содержатся новые значения полей «Должность» и «Отдел».
| ID записи | Табельный номер | ФИО                    | Должность          | Отдел                 |
| --------- | --------------- | ---------------------- | ------------------ | --------------------- |
| 1026      | ИБ-69420        | Иванов Сергей Петрович | Младший специалист | Отдел оптовых закупок |
| 1027      | ИБ-69420        | Иванов Сергей Петрович | Главный специалист | Отдел продаж          |

Добавилась строка и столбец с флагом
В добавленной строке содержатся новые значения полей «Должность» и «Отдел». В добавленном столбце содержится статус записи в таблице. Помимо такого статуса может использоваться любой другой флаг, например, этап согласования.
| ID записи | Табельный номер | ФИО                    | Должность          | Отдел                 | Статус |
| --------- | --------------- | ---------------------- | ------------------ | --------------------- | ------ |
| 1026      | ИБ-69420        | Иванов Сергей Петрович | Младший специалист | Отдел оптовых закупок | FALSE  |
| 1027      | ИБ-69420        | Иванов Сергей Петрович | Главный специалист | Отдел продаж          | TRUE   |

Добавилась строка и столбец с версией
| ID записи | Табельный номер | ФИО                    | Должность          | Отдел                 | Версия |
| --------- | --------------- | ---------------------- | ------------------ | --------------------- | ------ |
| 1026      | ИБ-69420        | Иванов Сергей Петрович | Младший специалист | Отдел оптовых закупок | 0      |
| 1027      | ИБ-69420        | Иванов Сергей Петрович | Главный специалист | Отдел продаж          | 1      |

С каждым новым изменением номер версии инкрементально растёт.
Добавилась строка и столбцы с диапазоном
| ID записи | Табельный номер | ФИО                    | Должность          | Отдел                 | Дата начала         | Дата окончания      |
| --------- | --------------- | ---------------------- | ------------------ | --------------------- | ------------------- | ------------------- |
| 1026      | ИБ-69420        | Иванов Сергей Петрович | Младший специалист | Отдел оптовых закупок | 2000-01-01T00:00:00 | 2008-08-08T00:00:00 |
| 1027      | ИБ-69420        | Иванов Сергей Петрович | Главный специалист | Отдел продаж          | 2008-08-08T00:00:00 | NULL                |

Вместо NULL в значении столбца «Дата окончания» для обозначения того, что строка наиболее актуальная, можно использовать значение «9999-12-31T00:00:00».
Значение даты окончания предыдущей строки совпадает со значением даты начала следующей строки.
Добавилась строка и столбцы с датой вступления изменения в силу
| ID записи | Табельный номер | ФИО                    | Должность          | Отдел                 | Дата вступления в силу | Статус |
| --------- | --------------- | ---------------------- | ------------------ | --------------------- | ---------------------- | ------ |
| 1026      | ИБ-69420        | Иванов Сергей Петрович | Младший специалист | Отдел оптовых закупок | 2000-01-01T00:00:00    | TRUE   |
| 1027      | ИБ-69420        | Иванов Сергей Петрович | Главный специалист | Отдел продаж          | 2008-08-08T00:00:00    | FALSE  |

## Тип 3
Третий тип (SCD3) использует добавление новых столбцов-атрибутов, хранящих предыдущее значение для поддержания историчности. Такой тип в чистом виде возникает редко, и нужен бизнесу для ситуаций, когда необходимо отслеживать изменения только по конкретным параметрам.
Пример:
| ID записи | Табельный номер | ФИО                    | Должность          | Отдел                 |
| --------- | --------------- | ---------------------- | ------------------ | --------------------- |
| 1026      | ИБ-69420        | Иванов Сергей Петрович | Младший специалист | Отдел оптовых закупок |

| ID записи | Табельный номер | ФИО                    | Прежняя должность  | Текущая должность  | Прежний отдел         | Отдел        | Дата вступления в силу |
| --------- | --------------- | ---------------------- | ------------------ | ------------------ | --------------------- | ------------ | ---------------------- |
| 1026      | ИБ-69420        | Иванов Сергей Петрович | Младший специалист | Главный специалист | Отдел оптовых закупок | Отдел продаж | 2000-01-01T00:00:00    |

Третий тип сохраняет лишь ограниченную историчность (с точностью только до предыдущего значения), что делает его менее содержательным по сравнению с типом 2.